# Gemelli (pasta)
Gemelli er en pasta fra Italien. Navnet er afledt af det italienske ord for "tvillinger".
Gemelli er ikke to rør, der er tvistet omkring hinanden, selvom de ser sådan ud. De er i stedet et enkelt stykke S-formet stængel, der er bøjet og tvistet til en spiral.
Spiralformen minder om fusilli.